# Egling
Egling är en kommun och ort i Landkreis Bad Tölz-Wolfratshausen i Regierungsbezirk Oberbayern i förbundslandet Bayern i Tyskland.
De tidigare kommunerna Ergertshausen, Moosham, Neufahrn och Thanning uppgick i Egling 1 januari 1973 följt 1 maj 1978 av Deining och Endlhausen.